# Ника Пилиев
Никита „Ника“ Пилиев е руски футболист, полузащитник или крило. Пилиев започва кариерата си в Локомотив Москва и изиграва един мач за мъжкия състав срещу Терек. В средата на 2009 преминава в ЦСКА Москва и записва няколко мача в края на годината. Дебютира в шампионската лига срещу Волфсбург. През ноември получава травма и е аут до края на сезона. В август 2010 преминава в Амкар под наем. Изиграва 5 срещи. От началото на 2011 отново е в ЦСКА, но играе само за младежкия отбор. От февруари 2012 играе за Слован Братислава под наем. През 2013 играе за Волгар Астрахан.